# ایستگاه متروی شهید قدوسی
ایستگاه متروی شهید قدوسی یکی از ایستگاه‌های خط ۳ متروی تهران است که در تقاطع خیابان شریعتی و خیابان شهید بهشتی (چهارراه قصر) قرار دارد.
این ایستگاه به عنوان یکصد و چهارمین ایستگاه مترو تهران در تاریخ ۲۴ شهریور ۱۳۹۵ افتتاح شده و دارای ۱۱۰۰۰ متر مربع فضای سرپوشیده است.
برای ساخت این ایستگاه ۸۲ هزار متر مکعب خاکبرداری، ۵ هزار تن میلگرد، ۴۶ هزار متر مکعب بتن و ۲۵ هزار متر مربع قالب بندی استفاده شده‌ است. همچنین این ایستگاه دارای یک پست برق و ۱۲ دستگاه پله برقی است و ۱۳۰ میلیارد تومان برای ساخت‌وساز آن هزینه شده‌ است.